# 金沢市立不動寺小学校
金沢市立不動寺小学校（かなざわしりつふどうじしょうがっこう、英語: Kanazawa Municipal Fudoji Elementary School）は、石川県金沢市に所在する公立小学校。

## 概要
《出典：》
1529年（享禄2年）に浄土真宗東本願寺の末寺不動山西方寺が建立された。そこで、人々は村の名前を「不動寺村」と命名した。1633年（寛永10年）、寺は尾山（現在の金沢市森山）に移転してしまったが、不動寺村の地名は残った。1885年（明治18年）、薬師・宮野・成文の3小学校が統合し、新しく不動寺小学校が創設された。

## 沿革
《主要な出典：》
- 1873年（明治06年）3月 - 薬師村本興寺を仮校舎として薬師小学校を創立[3]。
- 1876年（明治09年）3月 - 薬師村ロ132町地に校舎建設落成。
- 1882年（明治15年） - 学区制定に伴い、河北郡7番学区に編入[3]。
- 1885年（明治18年）
  - 5月 - 薬師小学校、宮野小学校、成文小学校の3校が合併して、不動寺小学校と改称。
  - 11月 - 不動寺村ト135番地に新校舎落成、移転。
- 1889年（明治22年）4月1日 - 町村制の施行により、薬師村、不動寺村などの区域をもって、薬師谷村が発足。
- 1892年（明治25年）4月 - 小学校令改正に伴い、不動寺尋常小学校と改称。
- 1907年（明治40年）8月10日 - 薬師谷村ほか2村が合併して、三谷村が発足。
- 1911年（明治44年）12月 - 三谷村河原市（）（現・金沢市不動寺町）ホ80番地に校舎新築落成、移転。
- 1923年（大正12年）3月 - 創立50周年記念式挙行、校旗樹立式挙行。
- 1941年（昭和16年）4月1日 - 国民学校令実施に伴い、不動寺国民学校と改称。
- 1947年（昭和22年）4月1日 - 学制改革により河北郡三谷村立不動寺小学校と改称。
- 1954年（昭和29年）6月1日 - 三谷村ほか4村が合併して森本町が発足。これに伴い、森本町立不動寺小学校と改称。
- 1962年（昭和37年）6月1日 - 森本町の金沢市編入により、金沢市立不動寺小学校と改称。
- 1972年（昭和47年）3月 - 創立100周年記念式挙行。
- 1980年（昭和55年）9月1日 - 金沢市立福畠小学校と統合。福畠小学校は翌1981年（昭和56年）3月に閉校[4][5][注釈 1]。
- 1981年（昭和56年）
  - 4月 - 新校舎に移転。
  - 9月20日[5] - 新校舎竣工式挙行。
- 1994年（平成06年）3月 - 創立120周年記念式挙行。
- 2004年（平成16年）2月 - 創立130周年記念式挙行。
- 2015年（平成27年）4月1日 - 金沢市立朝日小学校と統合。同日、朝日小学校廃止[6]。
- 2024年（令和06年）2月27日 - 創立150周年記念式典・記念コンサート挙行[7]。

## 所在地
〒920-0173 石川県金沢市不動寺町イ33番地